# 妮姆卡蒂·歐古米克
妮姆卡蒂·歐古米克（英語：Nnemkadi Ogwumike，1990年7月2日—），美國WNBA职业篮球運動員。

## 經歷
妮姆卡蒂·歐古米克出生於德克薩斯州哈里斯郡，父親與母親是來自奈及利亞的伊博人移民，她畢業於史丹佛大學。

## 外部連結
- 妮姆卡蒂·歐古米克的X（前Twitter）
- 妮姆卡蒂·歐古米克的Instagram帳戶
- 妮姆卡蒂·歐古米克WNBA網站介紹（页面存档备份，存于）